# Liste des sites classés et inscrits de l'Hérault

Le département de l'Hérault en rouge sur la carte

Cet article recense les sites classés et inscrits de l'Hérault, en France.

## Listes

### Sites classés
La liste suivante recense les sites classés de l'Hérault.
Les sites peuvent être classés suivant un ou plusieurs critères : artistique, pittoresque, scientifique, historique, légendaire (ou tout critère).
| Site                                                                    | Communes | Date              | Superficie (ha) | Critères et notes | Coordonnées                 | Photo |
| ----------------------------------------------------------------------- | --- | ----------------- | --------------- | --- | --------------------------- | ----- |
| Canal du Midi                                                           | Agde, Béziers, Capestang, Cers, Colombiers, Cruzy, Marseillan, Nissan-lez-Enserune, Olonzac, Poilhes, Portiragnes, Quarante, Vias, Villeneuve-lès-Béziers                        | 4 avril 1997      | 1 647,59        | Historique, pittoresque, scientifique Le site s'étend également sur les départements de l'Aude et de Haute-Garonne. Il comprend l'intégralité du canal, depuis Toulouse jusqu'à l'étang de Thau, ainsi que l'embranchement de La Nouvelle. Le canal du Midi est inscrit au patrimoine mondial. | 43° 18′ 29″ N, 2° 30′ 10″ E |       |
| Paysages du canal du Midi                                               | Agde, Béziers, Capestang, Cers, Colombiers, Cruzy, Marseillan, Nissan-lez-Enserune, Olonzac, Poilhes, Portiragnes, Quarante, Vias, Villeneuve-lès-Béziers                        | 25 septembre 2017 | 18 276,61       | Pittoresque Le site s'étend également sur les départements de l'Aude et de Haute-Garonne. Il concerne les terrains situés de part et d'autre du canal. Le canal du Midi est inscrit au patrimoine mondial.                                                                                     | 43° 16′ 34″ N, 2° 38′ 43″ E |       |
| Gorges de l'Hérault                                                     | Aniane, Argelliers, Brissac, Causse-de-la-Selle, Notre-Dame-de-Londres, Puéchabon, Saint-Bauzille-de-Putois, Saint-Guilhem-le-Désert, Saint-Jean-de-Fos, Saint-Martin-de-Londres | 22 février 2001   | 8 790,69        | Pittoresque, scientifique Le site est compris dans le grand site de France des Gorges de l'Hérault. | 43° 45′ 54″ N, 3° 36′ 46″ E |       |
| Gorges de la Cesse et du Briant, causses de Minerve                     | Azillanet, La Caunette, Cesseras, La Livinière, Minerve, Siran | 14 janvier 2016   | 2 848,42        | Historique et pittoresque | 43° 21′ 39″ N, 2° 43′ 09″ E |       |
| Massif de la Gardiole                                                   | Balaruc-le-Vieux, Balaruc-les-Bains, Fabrègues, Frontignan, Gigean, Mireval, Vic-la-Gardiole                                                                                     | 25 février 1980   | 4 204,31        | Pittoresque | 43° 29′ 46″ N, 3° 44′ 59″ E |       |
| Vallée et lac du Salagou, cirque de Mourèze et leurs abords             | Brenas, Le Bosc, Carlencas-et-Levas, Celles, Clermont-l'Hérault, Lacoste, Liausson, Mérifons, Mourèze, Octon, Pézènes-les-Mines, Le Puech, Salasc, Valmascle                     | 21 août 2003      | 9 869,41        | Pittoresque, scientifique | 43° 39′ 03″ N, 3° 19′ 21″ E |       |
| Pics de Vissou et Vissounel et leurs abords                             | Cabrières, Mourèze, Péret | 20 mars 2002      | 1 192,82        | Pittoresque, scientifique | 43° 35′ 28″ N, 3° 21′ 34″ E |       |
| Massif du Caroux et gorges d'Héric                                      | Cambon-et-Salvergues, Colombières-sur-Orb, Mons, Rosis, Saint-Martin-de-l'Arçon                                                                                                  | 15 janvier 1993   | 2 409,99        | Pittoresque | 43° 35′ 51″ N, 2° 58′ 19″ E |       |
| Étang de Mauguio                                                        | Candillargues, La Grande-Motte, Lansargues, Marsillargues, Mauguio, Pérols, Saint-Nazaire-de-Pézan                                                                               | 28 décembre 1983  | 5 127,37        | Pittoresque Le site s'étend également sur Aigues-Mortes dans le Gard. | 43° 35′ 39″ N, 4° 02′ 04″ E |       |
| Berges du Lez, paysages de Frédéric Bazille                             | Castelnau-le-Lez, Clapiers, Montpellier | 25 janvier 2010   | 129,06          | Artistique, pittoresque | 43° 38′ 24″ N, 3° 53′ 12″ E |       |
| Château de Castries et son parc                                         | Castries | 9 décembre 1943   | 10,88           | Tout critère Le château est classé au titre des monuments historiques. | 43° 40′ 43″ N, 3° 59′ 20″ E |       |
| Abbaye de Fontcaude et ses abords                                       | Cazedarnes, Cazouls-lès-Béziers, Cessenon-sur-Orb | 16 janvier 2008   | 279,1           | Historique, pittoresque L'abbaye est classée au titre des monuments historiques. | 43° 24′ 56″ N, 3° 03′ 13″ E |       |
| Pic Saint-Loup et montagne de l'Hortus                                  | Cazevieille, Saint-Jean-de-Cuculles, Saint-Mathieu-de-Tréviers, Valflaunès | 5 juillet 1978    | 1 273,52        | Pittoresque | 43° 46′ 35″ N, 3° 50′ 01″ E |       |
| Ancien étang de Montady et ses abords                                   | Colombiers, Montady | 26 juillet 1974   | 457,81          | Pittoresque | 43° 19′ 20″ N, 3° 07′ 23″ E |       |
| Réseau karstique de la grotte de la Devèze à la grotte du Lauzinas      | Courniou, Saint-Pons-de-Thomières | 16 juillet 1996   | 245             | Pittoresque, scientifique | 43° 28′ 43″ N, 2° 43′ 46″ E |       |
| Étangs de Vic, d'Ingril et de Pierre-Blanche, et bois des Aresquiers    | Frontignan, Mireval, Vic-la-Gardiole, Villeneuve-lès-Maguelone | 5 décembre 1978   | 3 027,75        | Pittoresque | 43° 29′ 24″ N, 3° 48′ 58″ E |       |
| Vieux pont sur la Mosson                                                | Juvignac | 28 février 1928   | 0,02            | Artistique | 43° 36′ 53″ N, 3° 49′ 02″ E |       |
| Bosquet de Carnon                                                       | Mauguio | 28 avril 1936     | 0,8             | Tout critère | 43° 32′ 36″ N, 3° 58′ 24″ E |       |
| Jardin de la Motte                                                      | Mauguio | 17 septembre 1992 | 0,23            | Historique, pittoresque La motte féodale et le jardin sont inscrits au titre des monuments historiques. | 43° 36′ 55″ N, 4° 00′ 35″ E |       |
| Château de Bellevue et ses abords                                       | Montpellier | 10 janvier 1946   | 5,09            | Historique | 43° 37′ 34″ N, 3° 52′ 43″ E |       |
| Château de la Mogère et son parc                                        | Montpellier | 17 mars 1943      | 4,33            | Tout critère Le château est classé au titre des monuments historiques. | 43° 36′ 03″ N, 3° 55′ 33″ E |       |
| Domaine de la Feuillade                                                 | Montpellier | 19 mai 1944       | 1,11            | Tout critère | 43° 36′ 31″ N, 3° 54′ 07″ E |       |
| Domaine de la Piscine                                                   | Montpellier | 11 juillet 1942   | 8,66            | Pittoresque Le château est classé au titre des monuments historiques. | 43° 36′ 39″ N, 3° 50′ 30″ E |       |
| Domaine du Grand Puy                                                    | Montpellier | 23 janvier 1943   | 0,84            | Tout critère | 43° 34′ 56″ N, 3° 51′ 14″ E |       |
| Jardin des plantes                                                      | Montpellier | 12 février 1982   | 4,84            | Tout critère | 43° 36′ 52″ N, 3° 52′ 19″ E |       |
| Mas d'Estorg et son parc                                                | Montpellier | 15 mai 1944       | 5,66            | Tout critère | 43° 36′ 09″ N, 3° 50′ 43″ E |       |
| Site de Montmaur                                                        | Montpellier | 12 janvier 2010   | 43,21           | Pittoresque | 43° 38′ 32″ N, 3° 52′ 00″ E |       |
| Abords du village d'Olargues                                            | Olargues | 26 février 1982   | 9,45            | Pittoresque | 43° 33′ 25″ N, 2° 54′ 45″ E |       |
| Étangs de l'Arnel et du Prévost                                         | Palavas-les-Flots, Villeneuve-lès-Maguelone | 5 août 1994       | 309,66          | Pittoresque | 43° 32′ 04″ N, 3° 53′ 30″ E |       |
| Immeuble, 3 rue Montmorency                                             | Pézenas | 20 juillet 1944   | 0,02            | Tout critère | 43° 27′ 42″ N, 3° 25′ 23″ E |       |
| Parc de la Grange des Prés                                              | Pézenas | 2 décembre 1942   | 9,35            | Tout critère Le domaine est inscrit au titre des monuments historiques. | 43° 28′ 27″ N, 3° 26′ 05″ E |       |
| Promenade du Pré                                                        | Pézenas | 11 mai 1942       | 1,13            | Tout critère | 43° 27′ 36″ N, 3° 25′ 37″ E |       |
| Grotte des Demoiselles et ses abords                                    | Saint-Bauzille-de-Putois | 17 septembre 2010 | 98,73           | Pittoresque, scientifique | 43° 54′ 20″ N, 3° 44′ 39″ E |       |
| Aven du Mont Marcou                                                     | Saint-Geniès-de-Varensal | 12 février 2009   | 34,4            | Pittoresque, scientifique | 43° 41′ 30″ N, 3° 00′ 13″ E |       |
| Abords du village de Saint-Guilhem-le-Désert et du cirque de l'Infernet | Saint-Guilhem-le-Désert | 25 septembre 1992 | 397,19          | Historique, pittoresque Le site est compris dans le grand site de France des Gorges de l'Hérault. | 43° 44′ 03″ N, 3° 32′ 45″ E |       |
| Grotte de Clamouse                                                      | Saint-Jean-de-Fos | 15 février 2005   | 113,64          | Pittoresque, scientifique Le site est compris dans le grand site de France des Gorges de l'Hérault. | 43° 42′ 27″ N, 3° 32′ 48″ E |       |
| Canyon de Saint-Jean-de-Dieuvaille                                      | Saint-Jean-de-Minervois | 22 janvier 1982   | 23,05           | Pittoresque | 43° 23′ 18″ N, 2° 50′ 56″ E |       |
| Place de l'église                                                       | Saint-Martin-de-Londres | 12 juin 1941      | 0,1             | Tout critère La protection ne concerne que le sol de la place devant l'église ; cette dernière est en revanche comprise dans le périmètre du site inscrit du centre ancien du village. Par ailleurs, l'église est classée au titre des monuments historiques.                                  | 43° 47′ 29″ N, 3° 43′ 52″ E |       |
| Cirque de Navacelles et gorges de la Vis, et leurs abords               | Saint-Maurice-Navacelles | 2 juillet 2018    | 5 261,03        | Pittoresque Le site s'étend également sur le département du Gard. Le cirque de Navacelles est un Grand Site de France. | 43° 52′ 42″ N, 3° 31′ 04″ E |       |
| Grotte de la source du Jaur et jardin public qui l'entoure              | Saint-Pons-de-Thomières | 20 octobre 1941   | 0,19            | Tout critère | 43° 29′ 14″ N, 2° 45′ 27″ E |       |
| Rocher des Deux Vierges                                                 | Saint-Saturnin-de-Lucian | 30 août 1957      | 6,29            | Pittoresque | 43° 42′ 49″ N, 3° 27′ 37″ E |       |
| Fort Saint-Pierre et ses abords                                         | Sète | 13 septembre 1950 | 1,18            | Pittoresque | 43° 23′ 38″ N, 3° 41′ 35″ E |       |

### Sites inscrits

#### Sites actuels
La liste suivante recense les sites inscrits de l'Hérault.
| Site                                                             | Communes                                                             | Date              | Superficie (ha) | Notes | Coordonnées                 | Photo                                                         |
| ---------------------------------------------------------------- | -------------------------------------------------------------------- | ----------------- | --------------- | --- | --------------------------- | ------------------------------------------------------------- |
| Ensemble formé par l'Hérault, le canal du Midi et le Canalet     | Agde                                                                 | 12 janvier 1946   | 16,19           | | 43° 19′ 12″ N, 3° 28′ 23″ E |                                                               |
| Château d'Assas, ses abords et son parc                          | Assas                                                                | 4 avril 1945      | 10,18           | Le château est classé au titre des monuments historiques.                                                             | 43° 42′ 01″ N, 3° 53′ 51″ E |                                                               |
| Château de Marennes et ses abords                                | Aumes                                                                | 18 mars 1966      | 30,66           | | 43° 28′ 21″ N, 3° 27′ 21″ E |                                                               |
| Parc d'Issanka                                                   | Balaruc-le-Vieux, Gigean, Poussan                                    | 28 octobre 1942   | 3,29            | | 43° 28′ 41″ N, 3° 41′ 47″ E |                                                               |
| Villages et hameaux de la vallée et des abords du lac du Salagou | Le Bosc, Brenas, Lacoste, Liausson, Mourèze, Mérifons, Octon, Salasc | 23 septembre 2003 | 283,97          | | 43° 38′ 38″ N, 3° 18′ 47″ E |                                                               |
| Château de Cazilhac                                              | Le Bousquet-d'Orb                                                    | 20 mai 1976       | 17,38           | Le château est inscrit au titre des monuments historiques.                                                            | 43° 42′ 31″ N, 3° 09′ 58″ E |                                                               |
| Rives de l'étang de Thau                                         | Bouzigues, Loupian                                                   | 18 septembre 1973 | 97,48           | | 43° 26′ 38″ N, 3° 38′ 21″ E |                                                               |
| Vieux port de l'étang de Thau                                    | Bouzigues                                                            | 10 septembre 1943 | 4,25            | | 43° 26′ 50″ N, 3° 39′ 35″ E |                                                               |
| Château de Brissac, parc municipal et leurs abords               | Brissac                                                              | 20 mai 1976       | 151,23          | | 43° 52′ 15″ N, 3° 42′ 04″ E |                                                               |
| Ruines du château de Cabrerolles                                 | Cabrerolles                                                          | 19 août 1933      | 0,01            | | 43° 32′ 51″ N, 3° 07′ 29″ E |                                                               |
| Allée de cyprès, Bois des Tombes et terrains environnants        | Castelnau-le-Lez, Clapiers                                           | 11 juillet 1942   | 14,48           | | 43° 39′ 04″ N, 3° 53′ 46″ E |                                                               |
| Allée de cyprès du Cadenet                                       | Castries                                                             | 15 février 1945   | 0,51            | | 43° 42′ 18″ N, 3° 58′ 31″ E |                                                               |
| Domaine de Fontmagne                                             | Castries                                                             | 29 novembre 1945  | 13,04           | | 43° 41′ 30″ N, 4° 00′ 38″ E |                                                               |
| Falaises du Landeyran                                            | Causses-et-Veyran                                                    | 3 décembre 1947   | 8,11            | | 43° 29′ 01″ N, 3° 04′ 10″ E |                                                               |
| Ensembles urbains des vieux quartiers de Caux                    | Caux                                                                 | 18 janvier 1946   | 0,34            | | 43° 30′ 26″ N, 3° 22′ 07″ E |                                                               |
| Mur d'enceinte du domaine du Parc                                | Caux, Pézenas                                                        | 9 décembre 1942   | 137,89          | | 43° 29′ 11″ N, 3° 23′ 39″ E |                                                               |
| Chapelle Notre-Dame du Peyrou et ses abords                      | Clermont-l'Hérault                                                   | 31 janvier 1945   | 1,31            | La chapelle est classée au titre des monuments historiques.                                                           | 43° 37′ 09″ N, 3° 24′ 37″ E |                                                               |
| Village de Combaillaux                                           | Combaillaux                                                          | 3 septembre 1985  | 8,96            | | 43° 40′ 36″ N, 3° 46′ 05″ E |                                                               |
| Ormeau sur la place publique                                     | Fozières                                                             | 18 mars 1941      | 0,22            | | 43° 45′ 08″ N, 3° 21′ 25″ E |                                                               |
| Prat d'Alaric                                                    | Fraisse-sur-Agout                                                    | 22 septembre 1972 | 28,64           | | 43° 36′ 04″ N, 2° 48′ 08″ E |                                                               |
| Saut de Vézoles et ses abords                                    | Fraisse-sur-Agout, Prémian, Riols                                    | 12 mars 1946      | 24,53           | | 43° 32′ 52″ N, 2° 47′ 38″ E |                                                               |
| La Grande-Motte                                                  | La Grande-Motte                                                      | 16 mai 1975       | 353,96          | | 43° 33′ 36″ N, 4° 04′ 38″ E |                                                               |
| Domaine de Coubillou                                             | Lamalou-les-Bains                                                    | 15 octobre 1991   | 1,15            | | 43° 35′ 17″ N, 3° 05′ 20″ E |                                                               |
| Village de Laroque                                               | Laroque                                                              | 5 octobre 1982    | 6,2             | | 43° 55′ 20″ N, 3° 43′ 31″ E |                                                               |
| Les Caladons                                                     | Lunel                                                                | 5 octobre 1955    | 0,08            | | 43° 40′ 31″ N, 4° 08′ 03″ E |                                                               |
| Zone portuaire de Marseillan                                     | Marseillan                                                           | 4 juillet 1983    | 3,83            | | 43° 21′ 13″ N, 3° 31′ 59″ E |                                                               |
| Montagne de l'Hortus                                             | Mas-de-Londres, Rouet, Saint-Mathieu-de-Tréviers, Valflaunès         | 14 mars 1969      | 1 642,16        | | 43° 48′ 03″ N, 3° 50′ 16″ E |                                                               |
| Village des Matelles et ses abords                               | Les Matelles                                                         | 15 octobre 1964   | 24,79           | | 43° 43′ 51″ N, 3° 48′ 40″ E |                                                               |
| Partie est du village de Mèze                                    | Mèze                                                                 | 13 septembre 1943 | 12,69           | | 43° 25′ 34″ N, 3° 36′ 32″ E |                                                               |
| Village de Minerve et ses abords                                 | Minerve                                                              | 18 septembre 1943 | 3,57            | | 43° 21′ 14″ N, 2° 44′ 45″ E |                                                               |
| Pentes du village de Montferrier-sur-Lez et butte                | Montferrier-sur-Lez                                                  | 6 avril 1945      | 6,43            | | 43° 40′ 00″ N, 3° 51′ 39″ E |                                                               |
| Village de Montouliers                                           | Montouliers                                                          | 30 avril 1975     | 22,67           | | 43° 20′ 18″ N, 2° 54′ 25″ E |                                                               |
| Bois de La Valette (parc de Lunaret)                             | Montpellier                                                          | 21 mars 2011      | 78,89           | | 43° 38′ 32″ N, 3° 52′ 44″ E |                                                               |
| Domaine du Grand-Puy et ses abords                               | Montpellier                                                          | 23 janvier 1943   | 14,74           | | 43° 34′ 59″ N, 3° 51′ 12″ E |                                                               |
| Parc Mion                                                        | Montpellier                                                          | 26 mars 1948      | 3,78            | | 43° 36′ 00″ N, 3° 52′ 57″ E |                                                               |
| Castellas                                                        | Montpeyroux                                                          | 30 juillet 1943   | 3,62            | | 43° 42′ 20″ N, 3° 30′ 40″ E |                                                               |
| Oppidum d'Altimurium                                             | Murviel-lès-Montpellier                                              | 28 mai 1970       | 43,5            | L'oppidum est classé au titre des monuments historiques.                                                              | 43° 36′ 37″ N, 3° 43′ 57″ E |                                                               |
| Agglomération du village d'Olargues                              | Olargues                                                             | 1er octobre 1943  | 16,95           | | 43° 33′ 27″ N, 2° 54′ 48″ E |                                                               |
| Étangs de Peyre Blanque, du Prévost et de l'Arnel                | Palavas-les-Flots, Villeneuve-lès-Maguelone                          | 4 juin 1942       | 71,34           | La majeure partie des étangs forme un site classé ; l'inscription concerne le reliquat non-couvert par ce classement. | 43° 31′ 16″ N, 3° 54′ 09″ E |                                                               |
| Village de Pégairolles-de-l'Escalette et ses abords              | Pégairolles-de-l'Escalette                                           | 8 octobre 1968    | 4,06            | | 43° 48′ 09″ N, 3° 19′ 23″ E |                                                               |
| Château de Fondouce et son parc                                  | Pézenas                                                              | 2 décembre 1942   | 2,35            | | 43° 28′ 04″ N, 3° 22′ 59″ E |                                                               |
| Château de Larzac et son parc                                    | Pézenas                                                              | 2 décembre 1942   | 3,12            | | 43° 27′ 49″ N, 3° 24′ 24″ E |                                                               |
| Cimetière et église de Conas                                     | Pézenas                                                              | 31 décembre 1942  | 0,63            | | 43° 26′ 29″ N, 3° 25′ 10″ E |                                                               |
| Colline de Saint-Siméon, ermitage                                | Pézenas                                                              | 22 janvier 1943   | 5,53            | | 43° 27′ 56″ N, 3° 23′ 45″ E |                                                               |
| Parc de Montpezat                                                | Pézenas                                                              | 9 décembre 1942   | 7,12            | | 43° 28′ 30″ N, 3° 23′ 05″ E |                                                               |
| Parc Sans-Souci                                                  | Pézenas                                                              | 30 décembre 1942  | 3,41            | | 43° 27′ 30″ N, 3° 25′ 07″ E |                                                               |
| Parc du domaine de Roquelune                                     | Pézenas                                                              | 3 décembre 1942   | 0,41            | | 43° 28′ 23″ N, 3° 23′ 55″ E |                                                               |
| Ruines du château et terrains qui les avoisinent                 | Pézènes-les-Mines                                                    | 14 novembre 1933  | 0,61            | Le château est inscrit au titre des monuments historiques.                                                            | 43° 35′ 20″ N, 3° 15′ 09″ E |                                                               |
| Centre ancien de Pignan                                          | Pignan                                                               | 16 mars 1981      | 7,41            | | 43° 34′ 54″ N, 3° 45′ 41″ E |                                                               |
| Église et mairie de Prémian et leurs abords                      | Prémian                                                              | 31 décembre 1942  | 1,15            | | 43° 31′ 45″ N, 2° 50′ 03″ E |                                                               |
| Château et église                                                | Puissalicon                                                          | 10 septembre 1947 | 0,16            | Le château est inscrit au titre des monuments historiques.                                                            | 43° 27′ 30″ N, 3° 14′ 10″ E | [[Fichier::Castle of Puissalicon (8).jpg\|center\|100x100px]] |
| Cimetière de Puissalicon                                         | Puissalicon                                                          | 16 décembre 1947  | 0,36            | La zone inscrite comprend la tour romane de Puissalicon.                                                              | 43° 27′ 23″ N, 3° 13′ 25″ E |                                                               |
| Agglomération de Roquebrun                                       | Roquebrun                                                            | 20 novembre 1968  | 13,6            | | 43° 30′ 02″ N, 3° 01′ 49″ E |                                                               |
| Hameau et église de Douch                                        | Rosis                                                                | 6 mars 1969       | 7,61            | | 43° 36′ 46″ N, 2° 58′ 30″ E |                                                               |
| Grotte des Demoiselles                                           | Saint-Bauzille-de-Putois                                             | 26 octobre 1933   | 2,47            | | 43° 54′ 23″ N, 3° 44′ 15″ E |                                                               |
| Cirque et hameau de Gourgas                                      | Saint-Étienne-de-Gourgas                                             | 28 août 1942      | 140,98          | | 43° 47′ 01″ N, 3° 23′ 01″ E |                                                               |
| Bois de Rouquet                                                  | Saint-Gély-du-Fesc                                                   | 23 octobre 1942   | 8,96            | | 43° 42′ 27″ N, 3° 47′ 27″ E |                                                               |
| Restes du château de la Lauze                                    | Saint-Jean-de-Védas                                                  | 20 mars 1945      | 4,25            | | 43° 34′ 02″ N, 3° 50′ 53″ E |                                                               |
| Centre ancien de Saint-Martin-de-Londres                         | Saint-Martin-de-Londres                                              | 10 mai 1979       | 1,52            | | 43° 47′ 28″ N, 3° 43′ 53″ E |                                                               |
| Village de Saint-Pons-de-Mauchiens                               | Saint-Pons-de-Mauchiens                                              | 5 décembre 1977   | 0,92            | | 43° 30′ 49″ N, 3° 30′ 49″ E |                                                               |
| Promenade du Foirail                                             | Saint-Pons-de-Thomières                                              | 4 janvier 1943    | 0,93            | | 43° 29′ 22″ N, 2° 45′ 27″ E |                                                               |
| Abords du fort Saint-Pierre                                      | Sète                                                                 | 13 septembre 1950 | 6,02            | | 43° 23′ 33″ N, 3° 41′ 10″ E |                                                               |
| Village de Boussagues et ses abords, chapelle Saint-Vincent      | La Tour-sur-Orb                                                      | 27 février 1953   | 5,57            | | 43° 39′ 08″ N, 3° 07′ 49″ E |                                                               |
| Abords de l'ancienne cathédrale de Maguelonne                    | Villeneuve-lès-Maguelone                                             | 25 juillet 1974   | 8,35            | La cathédrale est classée au titre des monuments historiques.                                                         | 43° 30′ 58″ N, 3° 54′ 13″ E |                                                               |
| Village de Viols-le-Fort                                         | Viols-le-Fort                                                        | 15 avril 1983     | 3,89            | | 43° 44′ 33″ N, 3° 42′ 15″ E |                                                               |

#### Anciens sites
Quatorze sites, précédemment inscrits, ont été radiés en 2022 :
- Requalifiés en sites patrimoniaux remarquables :
  - Agde :
    - Bois de pins de La Tamarissière et dunes
    - Le Cap d'Agde et ses abords
    - Place de la Marine et quai du Commandant-Mages
    - Chapelle Notre-Dame-de-la-Genouillade et ses abords

  - Béziers : centre historique
  - Loupian :
    - Abords de l'ancien château
    - Restes des anciens remparts

  - Montpellier : aqueduc Saint-Clément et ses abords
  - Pégairolles-de-Buèges : village et ses abords immédiats
  - Pézenas :
    - Passage couvert et place du Quatre-Septembre
    - Rue Conti et cour de l'hostellerie du Bât d'Argent
    - Ville Haute

  - Saint-Guilhem-le-Désert : site de Saint-Guilhem
  - Saint-Jean-de-Buèges : village et ses abords
  - Sète : quais bordant le canal de Sète et le vieux bassin
  - Villeneuvette : cité de Villeneuvette

- Requalifiés en monuments historiques :
  - Agde : fort de Brescou
  - Lavérune : château et son parc
  - Vias : château de Preignes-le-Vieux

- Requalifiés en abords de monuments historiques :
  - Castries :
    - Aqueduc, calvaire et les quatre cyprès qui l'entourent
    - Anciennes carrières